# Стара Цеста
Стара Цеста (словен. Stara Cesta) — поселення в общині Лютомер, Помурський регіон, Словенія. Висота над рівнем моря: 287,1 м.